# Manuel António Vasconcelos
Manuel António Vasconcelos (Bretanha, Açores, 5 de Fevereiro de 1786 — Rabo de Peixe, 10 de outubro de 1844) foi um deputado e jornalista que se destacou na defesa dos princípios da Constituição de 1822. Foi o fundador do periódico Açoriano Oriental, que ainda se publica na cidade de Ponta Delgada, Açores.

## Biografia
Nasceu no lugar de Pilar da Bretanha, da então freguesia da Bretanha, filho do sargento-mor Manuel Joaquim de Vasconcelos, morgado, natural de Pilar da Bretanha, e de sua esposa, Gertrudes Vicência da Câmara e Melo, natural de Rabo de Peixe. Foi irmão do sargento-mor José Maria da Câmara Vasconcelos. Sendo o mais velho dos doze filhos do casal, ficou por isso herdeiro do vínculo da Lomba Grande, instituído pelo padre João de Sousa Vasconcelos, mas recusou a herança por escritura lavrada no tabelião de Ponta Delgada pela qual se comprometeu a compartilhar alimentos e parte dos bens com a mãe e os irmãos. Foi o último administrador do vínculo, o qual foi abolido por sentença de 11 de Junho de 1841.
Após uma breve incorporação no Batalhão Cívico, ingressou vida política como vereador da Câmara Municipal de Ponta Delgada, cargo que exerceu de Fevereiro de 1831 a Abril de 1836, sendo eleito deputado pela Província Oriental dos Açores nas eleições gerais de 20 de Novembro de 1836 para a legislatura de 1837-1838. No Parlamento ligou-se ao sector mais radical do liberalismo, defendendo a Constituição de 1822 e assumindo-se como um dos mais notáveis defensores do setembrismo radical. Considerado um grande orador, de discurso exaltado, rejeitava quaisquer concessões em relação aos princípios da Constituição de 1822.
Foi novamente eleito deputado, desta feita pelo círculo de Ponta Delgada, para a legislatura de 1838-1840. Na qualidade de deputado, pertenceu a várias comissões parlamentares e lutou pela extinção dos morgadios e vínculos, defendeu a aplicação de alguns bens deixados pela extinção das ordens religiosas e pelas vendas dos conventos para a criação de portos francos na ilha de São Miguel, pugnou pela construção de um novo hospital e de uma doca em Ponta Delgada e pela elevação da Povoação e das Capelas à categoria de vilas.
Enquanto esteve na capital foi também advogado provisionário, recusando vários convites para exercer outros cargos políticos. Por motivo de doença regressou a São Miguel, em 1844.
Na área do jornalismo em 1835 fundou, com o seu irmão José Maria da Câmara Vasconcelos, o Açoriano Oriental, jornal que redigiu durante alguns anos. Em 1838, já deputado, fundou em Lisboa, o jornal O Tempo, conjuntamente com José Estêvão de Magalhães.
Considerado o primeiro jornalista profissional em São Miguel, os princípios deontológicos que então imprimiu mantêm-se actuais e anteciparam as modernas concepções de direito de resposta, segundo Mário Mesquita (Açoriano Oriental, 1995).
Foi membro da Maçonaria, pertencendo à Loja 2 de Agosto de 1831, de Lisboa, conhecida pelo nome de Os Gatos.
Foi homenageado em 1995, por ocasião do 160.º aniversário do Açoriano Oriental, foram-lhe prestadas várias homenagens: o seu nome passou a figurar numa artéria em Ponta Delgada, na escola primária do Pilar da Bretanha e no Jardim da Povoação.